# 2021-es Australian Open
A 2021-es Australian Open  az év első Grand Slam-tornája volt, amelyet a COVID–19-világjárvány miatt az eredetileg tervezett január 18–31. helyett 2021. február 8–21. között rendeztek meg a Melbourne-ben található Melbourne Parkban. Ez volt a 109., az open erában az 53. Australian Open.
A tornát ezúttal csak férfi és női egyes, páros és vegyes páros, valamint kerekesszékes férfi és női egyes és páros kategóriákban rendezték. A torna szponzora a korábbi évekhez hasonlóan a Kia Motors volt.
A selejtezőket a korábbi évektől eltérően nem a helyszínen a főtáblás verseny előtt, hanem január 10–13. között a nők számára Dubajban, míg a férfiak számára Dohában rendezték. A továbbjutókat különgéppel szállították Melbourne-be, ahol karanténban kellett kivárniuk a torna kezdetét.
A címvédő a férfiaknál a nyolcszoros Australian Open-győztes szerb Novak Đoković, a nőknél az amerikai Sofia Kenin volt. A női párosban a magyar Babos Tímea és a francia Kristina Mladenovic szerezte meg a trófeát az előző évben, ezzel 2018 után másodszor lettek az Australian Open győztesei. 2021-ben a torna előtt nem sokkal Kristina Mladenovic lemondta a párosban való részvétel jogát, majd Babos Tímea is bejelentette, hogy nem indul ebben a versenyszámban.
Novak Đoković ezúttal is, immár kilencedszer szerezte meg a trófeát, 18. Grand Slam-tornagyőzelmét aratva, míg a nőknél a japán Ószaka Naomi 2019 után másodszor győzött itt, összességében negyedik Grand Slam-győzelmét szerezve meg. A női párosok versenyét a belga Elise Mertens és a fehérorosz Arina Szabalenka, a férfi párosokét a horvát Ivan Dodig és a szlovák Filip Polášek, míg a vegyes párosokét a cseh Barbora Krejčíková és az amerikai Rajeev Ram párosa nyerte.
A magyar játékosok közül a nőknél Babos Tímea, Jani Réka Luca és Gálfi Dalma a selejtezőben indulhatott, közülük csak Babos Tímea jutott túl az első körön, és neki sikerült feljutnia a főtáblára is, ahol végül a második fordulóig jutott. A férfiaknál Fucsovics Márton és Balázs Attila a világranglistán elfoglalt helyük alapján közvetlenül a főtáblán indulhattak. Balázs Attila az első körben búcsúzott az egyéni versenytől, míg Fucsovics Márton a harmadik körig jutott, előzőleg legyőzve a 17. kiemelt, egykori Grand Slam-győztes Stan Wawrinkát.

## Világranglistapontok
A versenyen az elért eredménytől függően a világranglista állásába beszámító alábbi pontok szerezhetők.
| Eredmény           | Férfi egyes | Férfi páros | Női egyes | Női páros |
| ------------------ | ----------- | ----------- | --------- | --------- |
| Győzelem           | 2000        | 2000        | 2000      | 2000      |
| Döntő              | 1200        | 1200        | 1300      | 1300      |
| Elődöntő           | 720         | 720         | 780       | 780       |
| Negyeddöntő        | 360         | 360         | 430       | 430       |
| 16 között          | 180         | 180         | 240       | 240       |
| 32 között          | 90          | 90          | 130       | 130       |
| 64 között          | 45          | 0           | 70        | 10        |
| 128 között         | 10          | –           | 10        | –         |
| Főtáblára jutás    | 25          | 25          | 40        | –         |
| Selejtező (3. kör) | 16          | –           | 30        | –         |
| Selejtező (2. kör) | 8           | –           | 20        | –         |
| Selejtező (1. kör) | 0           | –           | 2         | –         |

## Pénzdíjazás
A torna összdíjazása 80 millió ausztrál dollár, (körülbelül 61,6 millió amerikai dollár), amely 12,7%-kal magasabb a 2020. évinél. A férfiak és a nők azonos mértékű díjazásban részesülnek. A díjak elosztásának arányain változtattak a 2020. évhez képest olymódon, hogy a döntő és az elődöntők résztvevői az előző évinél kisebb, a negyeddöntő résztvevői a tavalyival azonos, míg a többi résztvevő magasabb díjazásban részesül. Az alábbiakban ausztrál dollárban olvashatóak az összegek, párosnál feleződik az egy főre jutó díjazás.
| Eredmény           | Egyes*       | Páros**                   | Vegyes páros**            |
| Győzelem           | 2 750 000 A$ | 600 000 A$                | 150 000 A$                |
| Döntő              | 1 500 000 A$ | 340 000 A$                | 85 000 A$                 |
| Elődöntő           | 850 000 A$   | 200 000 A$                | 45 000 A$                 |
| Negyeddöntő        | 525 000 A$   | 110 000 A$                | 24 000 A$                 |
| 16 között          | 320 000 A$   | 65 000 A$                 | 12 000 A$                 |
| 32 között          | 215 000 A$   | 45 000 A$                 | 6250 A$                   |
| 64 között          | 150 000 A$   | 30 000 A$                 | –                         |
| 128 között         | 100 000 A$   | –                         | –                         |
| Selejtező (döntő)  | 52 500 A$    | *Nemenként **Csapatonként | *Nemenként **Csapatonként |
| Selejtező (2. kör) | 35 000 A$    | *Nemenként **Csapatonként | *Nemenként **Csapatonként |
| Selejtező (1. kör) | 25 000 A$    | *Nemenként **Csapatonként | *Nemenként **Csapatonként |

## Az egyes versenyszámok

### Férfi egyes
Döntő Novak Đoković –  Danyiil Medvegyev 7–5, 6–2, 6–2

### Női egyes
Döntő Ószaka Naomi –  Jennifer Brady 6–4, 6–3

### Férfi páros
Döntő Ivan Dodig /  Filip Polášek –  Rajeev Ram /  Joe Salisbury 6–3, 6–4

### Női páros
Döntő Elise Mertens /  Arina Szabalenka–  Barbora Krejčíková /  Kateřina Siniaková 6–2, 6–3

### Vegyes páros
Döntő Barbora Krejčíková /  Rajeev Ram –  Samantha Stosur /  Matthew Ebden 6–1, 6–4